# 서수면
서수면(瑞穗面)은 대한민국의 전북특별자치도 군산시에 설치된 면이다.

## 개요
서수면은 군산시에서 가장 동북쪽에 위치한 지역이다. 쌀생산 위주의 농업지역이며, 3개의 사찰(상주사, 보천사,천지사)이 있는 문화지역이기도 하다. 마룡 농공단지 등 44개 중소기업 입주로 지역개발을 추진하고 있다.

## 행정 구역
| 법정리 | 한자명 | 행정리 | 비고 |
| ------ | ------ | ------ | ---- |
| 서수리 | 瑞穗里 |        |      |
| 축동리 | 築東里 |        |      |
| 관원리 | 官元里 |        |      |
| 마룡리 | 馬龍里 |        |      |
| 화등리 | 禾登里 |        |      |
| 금암리 | 琴岩里 |        |      |